# Batalha de Isso (194)
Batalha de Isso foi a terceira grande batalha travada em 194 entre as forças do imperador Sétimo Severo e seu rival, Pescênio Níger, durante os eventos do "ano dos cinco imperadores".

## Contexto
Níger era o governador romano da Síria que havia sido aclamado imperador por suas tropas — assim como Severo — depois da morte de Pertinax.
Depois de sucessivas derrotas nas batalhas de Cízico e Niceia, ambas em 193, o exército de Níger conseguiu recuar com sucesso para os montes Tauro, onde passou a defender as Portas da Cilícia. Na época, o comandante das forças severianas, Tibério Cláudio Cândido, foi substituído por Públio Cornélio Anulino, provavelmente por não ter conseguido impedir a retirada ordenada do que restava do exército de Níger.

## Batalha
Finalmente, depois que Anulino chegou à Síria, a batalha final foi travada em maio de 1994, perto de Isso, o mesmo local onde Alexandre, o Grande, derrotou  o rei persa Dario III em 332 a.C.. Severo se aproveitou dos reféns que havia feito entre os filhos dos governadores provinciais, que ficavam em Roma, e também das rivalidades locais entre as cidades da região, o que encorajou muitos destes governadores a mudarem de lado, o que resultou na deserção de uma legião inteira inteira e na sublevação de diversas cidades sob controle de Níger.
Os severianos atacaram primeiro, sob uma chuva de flechas, pedras e lanças. Segundo Dião Cássio, os legionários severianos se formaram em tartaruga (em latim: testudo), uma formação na qual eles juntam seus escudos unidos uns aos outros para se protegerem, e revidaram com seus próprios projéteis (porém, é possível que não tenha sido um testudo verdadeiro, geralmente utilizado durante cercos ou contra atacantes muito velozes, como a cavalaria). Na mesma hora, a cavalaria severiana atacou pela retaguarda. O combate foi duro, mas, no final, Severo conseguiu uma vitória decisiva e Níger fugiu para Antioquia. É provável que uma tempestade repentina tenha tido algum papel na vitória, diminuindo o moral das tropas de Níger, que estavam de frente para ela, pois eles atribuíram sua aparição a uma interferência divina.
Um arco triunfal foi construído no local para comemorar a vitória.

## Consequências
Apesar da derrota de Níger não ter encerrado a guerra entre os dois rivais pelo controle do oriente (Níger foi capturado e assassinado dias depois), a cidade de Bizâncio resistiu ao cerco pelas tropas severianas até 196, possivelmente esperando que um terceiro rival pelo trono imperial, o governador da Britânia, Clódio Albino, que era, pelo menos nominalmente, aliado de Níger, derrotasse Severo no ocidente. Porém, o inverso ocorreu na Batalha de Lugduno.